# Ølufvad
Ølufvad er en lille bebyggelse i Vester Nebel Sogn i Esbjerg Kommune. Den ligger ved en gammel studedrivervejs (Hovedvej 11) vadested over Alslev Å. Det er ikke et selvstændigt ejerlav, men en del af ejerlavet Ølufgård m.fl.i Vester Nebel sogn. I 1787 bestod Ølufvad af 2 gårde. Den ene gård har sin oprindelse før 1583. Ølufvad Kro fik bevilling til krodrift 1830. Ølufvad fik egen skole 1829, som blev nedlagt 1968. Der blev oprettet telefoncentral i 1911.